# Paul Hillier
Pour les articles homonymes, voir Hillier.
Paul Hillier, né le 9 février 1949 à Dorchester en Angleterre, est un baryton et chef d'orchestre britannique qui s'est spécialisé dans la musique vocale baroque et contemporaine. Cofondateur du Hilliard Ensemble et fondateur du Theatre of Voices, il dirige par ailleurs l'ensemble Ars Nova Copenhagen.

## Biographie
Paul Hillier a été chanteur dans le chœur de la Cathédrale Saint-Paul de Londres et a étudié à la Guildhall School of Music. En 1974, il fonde avec Paul Elliott et David James le Hilliard Ensemble qui sera un ensemble vocal éminent du renouveau baroque des années 1980. En 1980-1981, il enseigne à l'université de Californie à Santa Cruz, puis s'installe aux États-Unis en 1990 et devient professeur à l'université de Californie à Davis jusqu'en 1996.
En 1989, Paul Hillier quitte le Hilliard Ensemble et fonde l'ensemble Theatre of Voices qui s'oriente vers la musique vocale contemporaine, en devenant en particulier le chœur de nombreuses créations du compositeur estonien Arvo Pärt (Berliner Messe en 1990) et de Steve Reich (Proverb en 1996). De 2001 à 2008, il est le chef du Chœur de chambre philharmonique estonien. En 2003, il devient chef de l'ensemble Ars Nova Copenhagen. 
Depuis 1991, Paul Hillier enregistre pour la maison de disques Harmonia Mundi.

## Distinctions et prix
- 2006 : Ordre de l'Empire britannique
- 2007 : Ordre de l'Étoile blanche d'Estonie
- 2007 : Grammy Award de la meilleure œuvre chorale pour le disque Da pacem

## Discographie sélective
- Missa Beata Vergine, de Josquin Desprez – Passio secundum Matthaeum, de Roland de Lassus par le Theatre of Voices dirigé par Paul Hillier, Harmonia Mundi.
- The Lamentations of Jeremiah, de Thomas Tallis par The Hilliard Ensemble, ECM New Series (1986, avec Paul Hillier comme baryton)
- Opus ultimum – Psalm 150, d'Heinrich Schütz par le The Hilliard Ensemble dirigé par Paul Hillier, Virgin Records
- Stimmung de Karlheinz Stockhausen avec le Theatre of Voices, Harmonia Mundi HMU807408 (2007).
- Da pacem d'Arvo Pärt avec le Chœur de chambre philharmonique estonien dirigé par Paul Hillier, Harmonia Mundi HMU807401 (2006).
- Litany for the Whale de John Cage, avec le Theatre of Voices, Harmonia Mundi HMU907279 (2002).
- De profundis d'Arvo Pärt avec le Theatre of Voices, Harmonia Mundi HMU907182 (1996).
- I Am the True Vine d'Arvo Pärt, avec le Theatre of Voices et les The Pro Arte Singers, Harmonia Mundi HMU907242 (2000).